# 木呂川
木呂川（ころがわ）は、石川県野々市市から石川県金沢市を流れる犀川水系の二級河川。

## 地理
白山の主流手取川が七ヶ用水で富樫用水に流れ、野々市市新庄で木呂川が分岐する。その後新庄から粟田、矢作などの野々市市内を抜けて金沢市へ入り、西金沢を経て黒田で犀川支流の伏見川に合流する。

## 接続河川
- 始点分岐 - 手取川支流富樫用水（野々市市）
- 終点合流 - 伏見川（金沢市）